# Championnat du Pakistan de football 2013-2014
Navigation
Édition précédente Édition suivante
La saison 2013-2014 du Championnat du Pakistan de football est la dixième édition de la National Premier League, le championnat de première division national pakistanais. Les équipes engagées sont regroupées au sein d'une poule unique où elles affrontent deux fois leurs adversaires, à domicile et à l'extérieur. En fin de saison, pour permettre le passage du championnat à 12 équipes, les six derniers du classement sont relégués et remplacés par les deux meilleures équipes de deuxième division.
C'est le double tenant du titre, le club de Khan Research Laboratories FC qui remporte à nouveau la compétition cette saison après avoir terminé en tête du classement, avec cinq points d'avance sur KESC FC et six sur WAPDA FC. C'est le quatrième titre de champion du Pakistan de l'histoire du club.

## Participants
- Pakistan Army
- WAPDA FC
- Khan Research Laboratories FC
- Karachi Port Trust FC
- Pak Afghan Clearing Agency FC - Promu de D2
- PIA FC
- Pakistan Navy FC
- Habib Bank Limited FC
- National Bank of Pakistan
- Afghan FC
- Lyallpur FC - Promu de D2
- KESC FC
- Baloch FC Nushki
- Zarai Taraqiati Bank Limited
- Pakistan Air Force FC
- Muslim Club

## Compétition

### Classement
Le classement est établi sur le barème de points classique : victoire à 3 points, match nul à 1, défaite à 0.
| Rang | Équipe                               | Pts | J  | G  | N  | P  | Bp | Bc | Diff |
| ---- | ------------------------------------ | --- | -- | -- | -- | -- | -- | -- | ---- |
| 1    | Khan Research Laboratories FCT       | 69  | 30 | 21 | 6  | 3  | 53 | 9  | +44  |
| 2    | KESC FC                              | 64  | 30 | 18 | 10 | 2  | 47 | 20 | +27  |
| 3    | WAPDA FC                             | 63  | 30 | 17 | 12 | 1  | 42 | 14 | +28  |
| 4    | Pakistan Air Force FCC               | 53  | 30 | 15 | 8  | 7  | 44 | 26 | +18  |
| 5    | Pakistan Army                        | 49  | 30 | 13 | 10 | 7  | 36 | 23 | +13  |
| 6    | PIA FC                               | 46  | 30 | 13 | 7  | 10 | 45 | 40 | +5   |
| 7    | Muslim Club                          | 44  | 30 | 12 | 8  | 10 | 34 | 32 | +2   |
| 8    | Karachi Port Trust FC                | 38  | 30 | 10 | 8  | 12 | 63 | 51 | +12  |
| 9    | National Bank of Pakistan            | 37  | 30 | 9  | 10 | 11 | 25 | 25 | 0    |
| 10   | Afghan FC                            | 36  | 30 | 9  | 9  | 12 | 37 | 38 | -1   |
| 11   | Habib Bank Limited FC                | 35  | 30 | 9  | 8  | 13 | 26 | 33 | -7   |
| 12   | Pakistan Navy FC                     | 35  | 30 | 9  | 8  | 13 | 28 | 36 | -8   |
| 13   | Pak Afghan Clearing Agency FCP       | 24  | 30 | 4  | 12 | 14 | 24 | 47 | -23  |
| 14   | Lyallpur FCP                         | 23  | 30 | 5  | 7  | 17 | 24 | 48 | -24  |
| 15   | Baloch FC Nushki                     | 20  | 30 | 5  | 5  | 20 | 20 | 60 | -40  |
| 16   | Zarai Taraqiati Bank Limited abandon | 17  | 30 | 4  | 5  | 21 | 16 | 62 | -46  |

|  | Qualification pour la Coupe du président de l'AFC 2014                                   |
|  | Relégation directe en deuxième division                                                  |
|  | T : Tenant du titre C : Vainqueur de la Coupe du Pakistan P : Promu de deuxième division |

- Zarai Taraqiati Bank Limited abandonne la compétition après la 17e journée. Les matchs restants à disputer sont perdus sur tapis vert sur le score de 0-3.

## Bilan de la saison
| Championnat du Pakistan de football 2013-2014                        | |
| Champion                                                             | Khan Research Laboratories FC (4e titre)                                                                                                 |
| Coupes et trophées                                                   | |
| Vainqueur de la Coupe du Pakistan 2013-2014                          | Pakistan Air Force FC |
| Qualifications continentales                                         | |
| Coupe du président de l'AFC 2014                                     | Khan Research Laboratories FC |
| Promotions et relégations                                            | |
| Promus en Championnat du Pakistan de football                        | Pakistan Railways FC |
| Promus en Championnat du Pakistan de football                        | Baloch FC Quetta |
| Relégués en Championnat du Pakistan de football de deuxième division | Habib Bank Limited FC Pakistan Navy FC Pak Afghan Clearing Agency FC Lyallpur FC Baloch FC Nushki Zarai Taraqiati Bank Limited (abandon) |